# You Boyz Make Big Noize
You Boyz Make Big Noize è il quattordicesimo album in studio del gruppo rock inglese Slade, pubblicato nel 1987.

## Tracce
1. Love Is Like a Rock – 3:40
2. That's What Friends Are For – 3:16
3. Still the Same – 4:13
4. Fools Go Crazy – 3:16
5. She's Heavy – 2:35
6. We Won't Give In – 3:37
7. Won't You Rock with Me – 3:47
8. Ooh La La in L.A. – 3:52
9. Me and the Boys – 2:48
10. Sing Shout (Knock Yourself Out) – 3:10
11. The Roaring Silence – 2:48
12. It's Hard Having Fun Nowadays – 3:48

## Formazione
- Noddy Holder - voce, chitarra
- Dave Hill - chitarra, cori
- Jim Lea - basso, sintetizzatori, tastiere, voce
- Don Powell - batteria